# Efecte fotoacústic

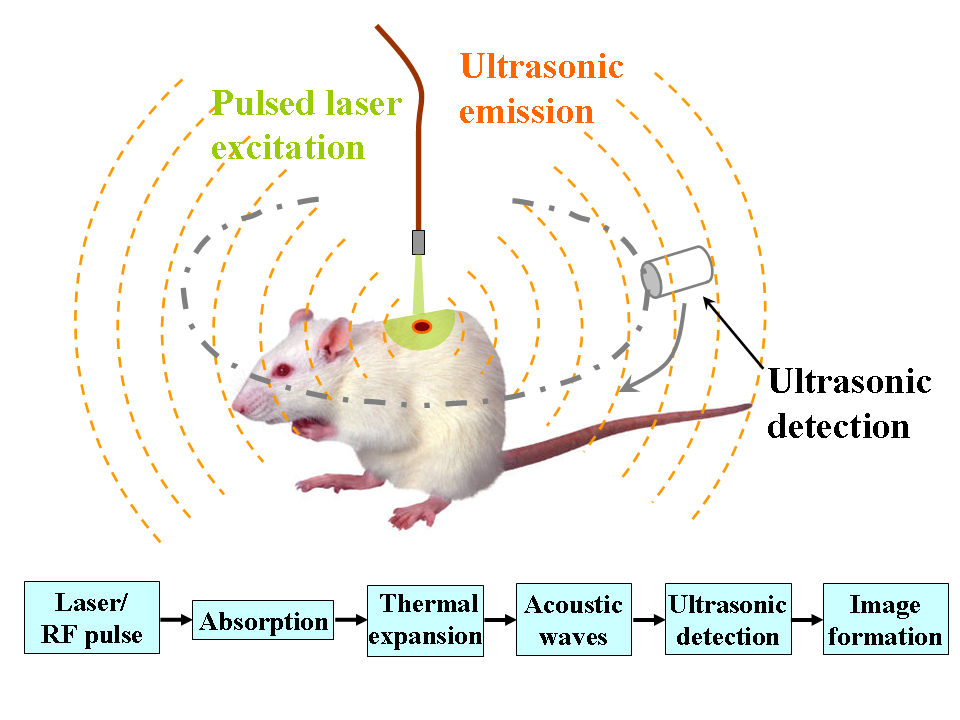
Il·lustració esquemàtica de la imatge fotoacústica.

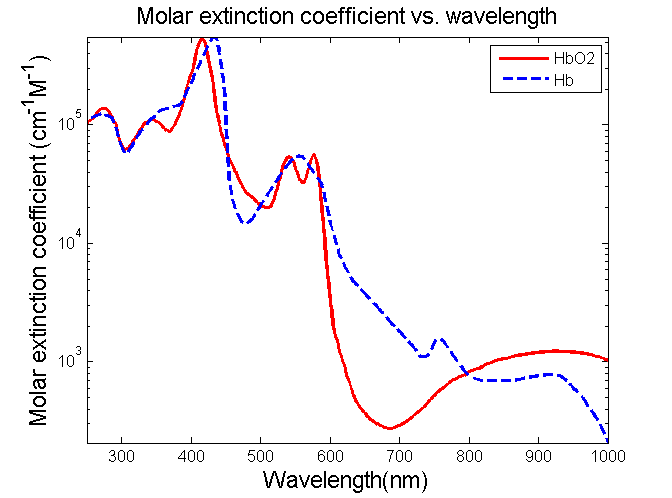
Fig. 2. Espectres d'absorció de l'oxi- i desoxi-hemoglobina.

L'efecte fotoacústic o efecte optoacústic és la formació d'ones sonores després de l'absorció de llum en una mostra de material. Per aconseguir aquest efecte la intensitat de la llum ha de variar, ja sigui periòdicament (llum modulada) o com un sol flaix (llum polsada). L'efecte fotoacústic es quantifica mesurant el so format (canvis de pressió) amb detectors adequats, com micròfons o sensors piezoelèctrics. La variació temporal de la sortida elèctrica (corrent o tensió) d'aquests detectors és el senyal fotoacústic. Aquestes mesures són útils per determinar certes propietats de la mostra estudiada. Per exemple, en l'espectroscòpia fotoacústica, el senyal fotoacústic s'utilitza per obtenir l'absorció real de la llum en objectes opacs o transparents. És útil per a substàncies en concentracions extremadament baixes, perquè es poden utilitzar polsos de llum molt forts d'un làser per augmentar la sensibilitat i es poden utilitzar longituds d'ona molt estretes per a l'especificitat. A més, les mesures fotoacústiques serveixen com una valuosa eina d'investigació en l'estudi de la calor evolucionada en les reaccions fotoquímiques (vegeu: fotoquímica), particularment en l'estudi de la fotosíntesi.
En general, la radiació electromagnètica de qualsevol tipus pot donar lloc a un efecte fotoacústic. Això inclou tota la gamma de freqüències electromagnètiques, des de la radiació gamma i els raigs X fins al microones i la ràdio. Tot i així, gran part de les investigacions i aplicacions informades, que utilitzen l'efecte fotoacústic, es refereixen a les regions espectrals properes a l'ultraviolat / visible i infraroig.
Tot i que gran part de la literatura sobre el tema només es refereix a un mecanisme, en realitat hi ha diversos mecanismes diferents que produeixen l'efecte fotoacústic. El mecanisme universal principal és fototèrmic, basat en l'efecte d'escalfament de la llum i la consegüent expansió del material que absorbeix la llum. En detall, el mecanisme fototèrmic consta de les següents etapes:
1. conversió de la radiació polsada o modulada absorbida en energia tèrmica.
2. canvis temporals de la temperatura en els llocs on s'absorbeix la radiació: augmenta a mesura que s'absorbeix la radiació i disminueix quan la radiació s'atura i el sistema es refreda.
3. expansió i contracció després d'aquests canvis de temperatura, que es "tradueixen" en canvis de pressió. Els canvis de pressió, que es produeixen a la regió on s'absorbeix la llum, es propaguen dins del cos de la mostra i poden ser detectats per un sensor acoblat directament a ell. Normalment, en el cas d'una mostra de fase condensada (líquida, sòlida), els canvis de pressió es mesuren més aviat en la fase gasosa circumdant (normalment aire), formada allí per la difusió de les pulsacions tèrmiques.